# ينطا
ينطا هي إحدى القرى اللبنانية من قرى قضاء راشيا في محافظة البقاع.